# Lilian Odira
Lilian Odira, née le 18 avril 1999, est une athlète kényane.

## Carrière
Lilian Odira est médaillée d'argent du 800 mètres aux Championnats d'Afrique d'athlétisme 2024 à Douala.
Elle est éliminée en demi-finales du 800 mètres féminin aux Jeux olympiques d'été de 2024 à Paris.